# Попилия
Попилия (Poppilia, Poppillia) е името на две жени от фамилията Попилии, клон Ленат (Popilius Laenas).
1. Едната Попилия (+ декември 110 пр.н.е.) е знатна римлянка, прабаба на Марк Антоний.
Произлиза от фамилията Попилии, клон Ленат (Popilius Laenas).
Омъжва се за Луций Юлий Цезар II от колон Юлии Цезари на род Юлии, син на Гай Юлий Цезар I и внук на Секст Юлий Цезар I.
Двамата стават родители na:
- през 135 пр.н.е. на Луций Юлий Цезар III (консул 90 пр.н.е.), който се жени за Фулвия, дъщеря на Марк Фулвий Флак (консул 125 пр.н.е.).
- през 130 пр.н.е. на Гай Юлий Цезар Страбон Вописк, който е също политик, пише трагедии и добър оратор.
- Юлия Корнелия или Юлила (+ 104 пр.н.е.), която става първата съпруга на диктатора Луций Корнелий Сула.

Двата ѝ сина са убити през 87 пр.н.е. при уличните битки с Гай Марий в Рим.
Тя става баба на децата на Луций III:
- Луций Юлий Цезар IV, консул 64 пр.н.е.
  - Луций Юлий Цезар V, проквестор 46 пр.н.е. при Катон Млади.
- Юлия Антония, съпруга на Марк Антоний Кретик и има с него три сина:
  - Марк Антоний, по-късният тиумвир
  - Гай Антоний, градски претор 44 пр.н.е.
  - Луций Антоний, консул през 41 пр.н.е.

Баба е и на дъщерята на дъщеря ѝ Юлия Корнелия Цезарис (Юлила):
- Корнелия Сула, която става съпруга на Квинт Помпей Руф и има две деца:
  - Помпея, която става втората съпруга на Юлий Цезар
  - Квинт Помпей Руф (народен трибун 52 пр.н.е.).

2. Попилия (+ 87 пр.н.е.), съпруга на Квинт Лутаций Катул и двамата имат син:
- Квинт Лутаций Катул (* 150 пр.н.е.; консул 102 пр.н.е., оратор, поет и проза- писател). Той е баща на:
  - Квинт Лутаций Катул Капитолин (* 120 - 61 пр.н.е.; консул 78 пр.н.е.). Той възстановява изгорелия храм на Юпитер на Капитолий. Освен това Катул построява на върха на Капитолий към Форум Романум Държавната архива (tabularium).